# Lacedemonio
Lacedemonio, figlio di Cimone (in greco antico: Λακεδαιμόνιος?, Lakedaimónios; Atene, ... – ...; fl. V secolo a.C.), è stato un militare ateniese, appartenente alla potente famiglia dei Filaidi.
Come suo padre e suo nonno (il famoso Milziade), fu comandante della flotta di Atene e si distinse nella battaglia di Sibota (433 a.C.), combattuta a fianco di Corcira contro Corinto.
Il suo nome, derivato da Lacedemone, un altro nome con cui si identificava la polis di Sparta, gli fu dato dal padre per celebrare la tregua quinquennale sottoscritta tra Atene e Sparta nel 451 a.C.